# ستنيوصور
ستنيوصورس (بالإنجليزية: Steneosaurus)‏ هو جنس منقرض من teleosaurid crocodyliform من العصر الجوراسي المبكر إلى العصر الطباشيري المبكر (Toarcian ل Berriasian). تم العثور على عينات أحفورية في انكلترا وفرنسا وألمانيا وسويسرا والمغرب. أكبر الأنواع S. heberti، وصل طولة إلى 5 أمتار (16.5 قدم) لفترة طويلة، على الرغم من ان الانواع ذات الطول 2.5-3.5 م كانت الأكثر شيوعا.

## أنواع
تصنف الأنواع في هذا جنس تقليديا إلى مجموعتين حسب الجمجمة: longirostris (ضيقة الفك، طويلة) وbrevirostrine( واسعة الفك، قصيرة).
Longirostrine
- S. baroni: مدغشقر من Bathonian.

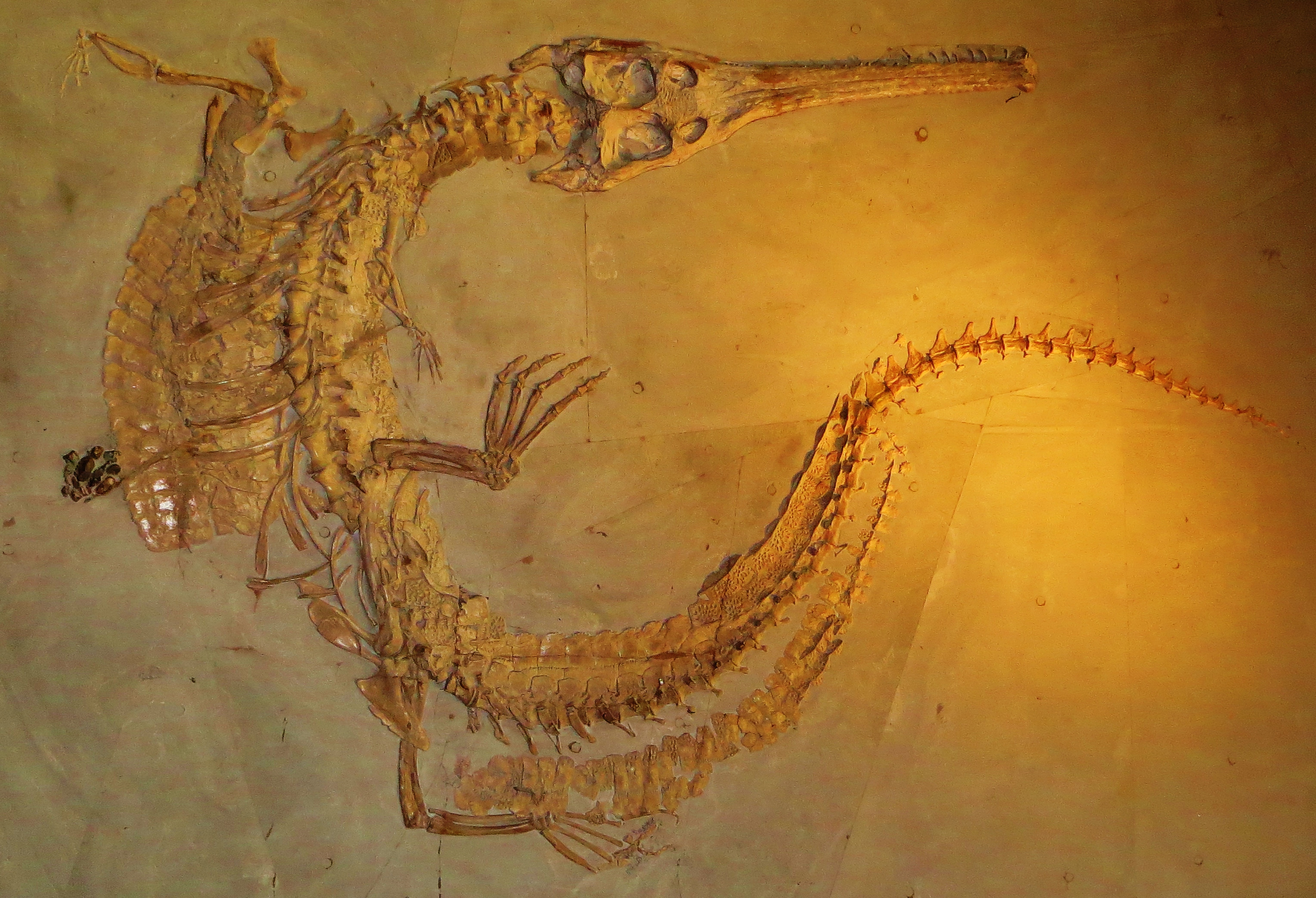
ستنيوصور

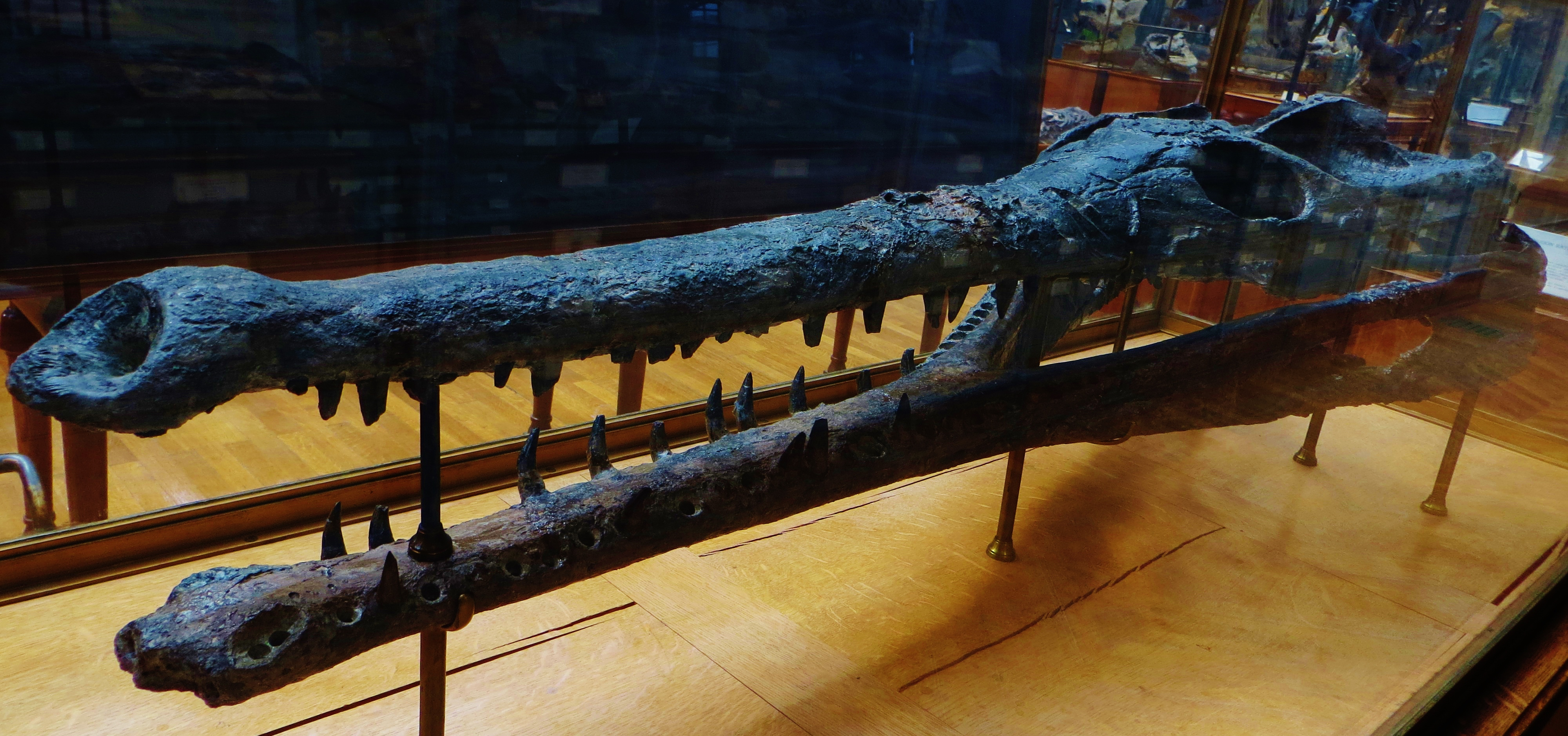
ستنيوصور

- S. bollensis: غرب أوروبا (إنجلترا، ألمانيا وفرنسا) من Toarcian.
- S. boutilieri: غرب أوروبا (إنجلترا، فرنسا وسويسرا) من Bathonian.
- S. gracilirostris: غرب أوروبا (إنجلترا) من Toarcian.
- S. heberti: غرب أوروبا (فرنسا) من Callovian و Oxfordian .
- S. jugleri: غرب أوروبا (ألمانيا وسويسرا) من أواخر Kimmeridgian ومن أوائل Tithonian. كان في الأصل نوع من أنواع جنس Sericodon
- S. larteti:غرب أوروبا (إنجلترا وفرنسا) من Bathonian.
- S. leedsi: غرب أوروبا (إنجلترا وفرنسا) من Callovian.
- S. megarhinus: غرب أوروبا (إنجلترا) من أواخر Kimmeridgian.
- S. megistorhynchus: غرب أوروبا (فرنسا) من Bathonian.
- S. priscus: غرب أوروبا (ألمانيا) من أوائل Tithonian. هو أيضا نوع من أنواع جنس Aeolodon.

Brevirostrine
- S. brevior: غرب أوروبا (إنجلترا) من Toarcian.
- S. edwardsi: غرب أوروبا (إنجلترا وفرنسا) من Callovian and Oxfordian.
- S. obtusidens: غرب أوروبا (إنجلترا) from the Callovian.

## العلاقات التطورية

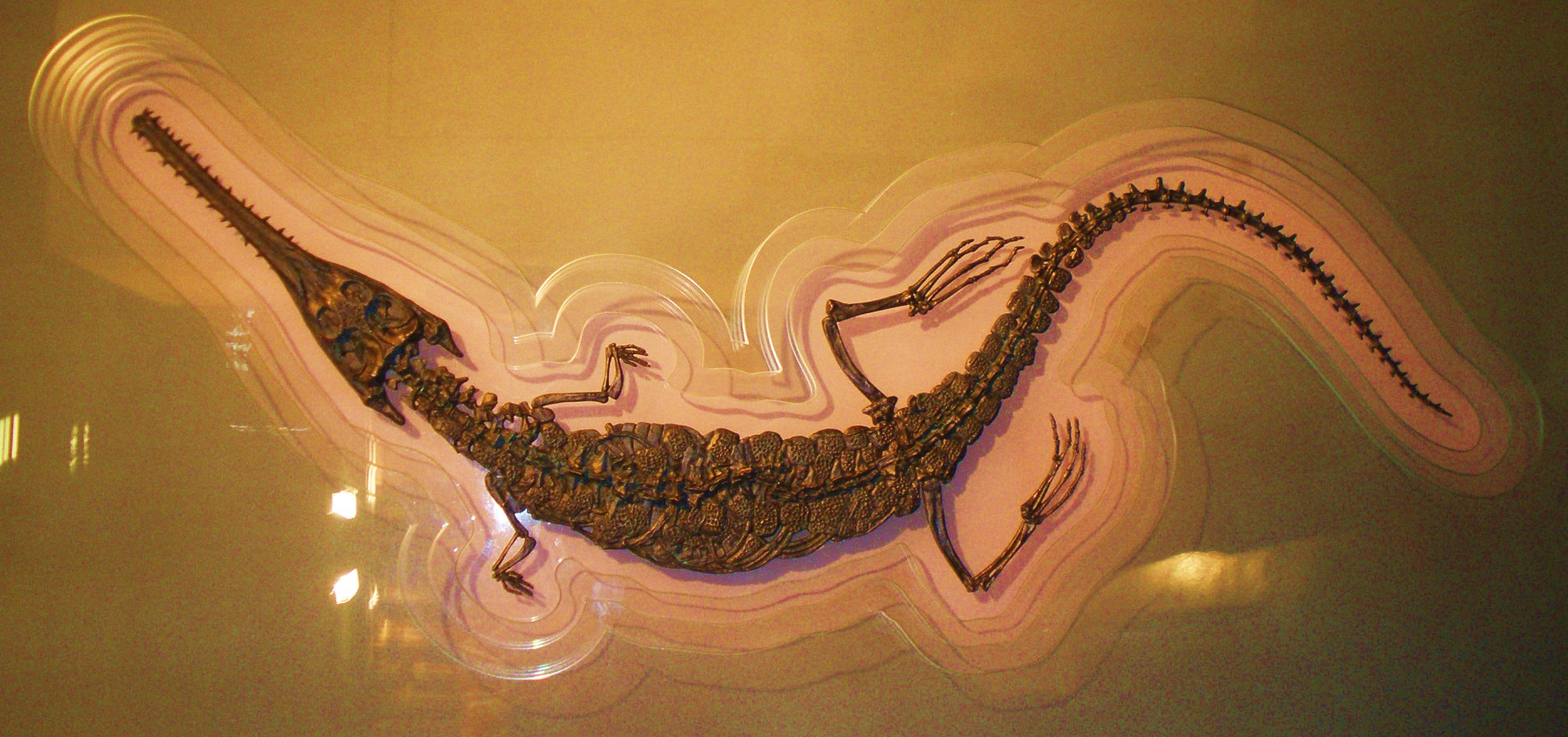
S. hacklensis